# Zarateana arganica
Zarateana arganica is een slakkensoort uit de familie van de Geomitridae. De wetenschappelijke naam van de soort werd, als Helix arganica, voor het eerst geldig gepubliceerd in 1880 door Servain.

## Beschrijving
Het huisje van Zarateana arganica is grijsachtig wit van kleur met bruine kleurbanden. De schelp is glanzend en heeft fijne strepen. Verse schelpen hebben korte structuren die op haren lijken. Er zijn windingen die tot op zekere hoogte convex van vorm zijn. De laatste winding is niet veel breder dan voorgaande windingen.
De hoofdopening van het slakkenhuisje is soms vierhoekig van vorm. Er zit een scherpe lip in de opening die wit van kleur is. De navel is duidelijk zichtbaar, open en wijd. De breedte van het huisje is 4,5-5,5 mm; de hoogte is 2,5-3 mm.

## Verspreidings- en leefgebied
Deze slakkensoort is endemisch op het vasteland van Spanje en wordt aangetroffen in het noorden van het Iberisch schiereiland. Het verspreidingsgebied strekt zich uit van het noordwesten van Huesca tot het noorden van Burgos, waarbij het verspreidingsgebied samenvalt met het overgangsgebied van het Cantabrische gematigd loofbos of gemengd bos, een deel van "Groen Spanje", naar de mediterrane faunazones. Deze landslak leeft op open plaatsen die veel zonlicht ontvangen, voornamelijk in weilanden of graslanden. Het wordt echter ook aangetroffen in rivieroevers en bossen.